# Japán nagymagvú tiszafa

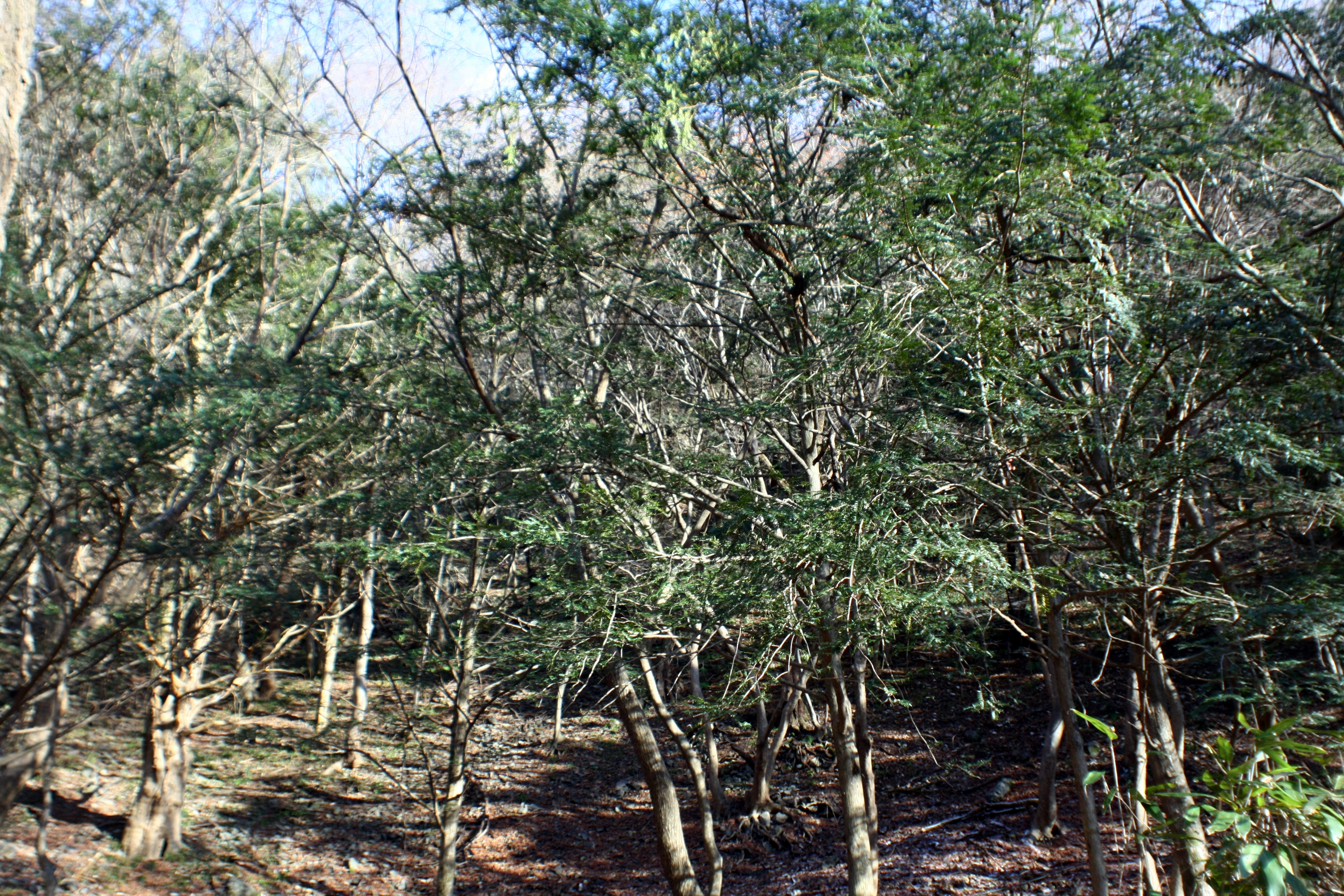
Eredetei élőhelyén

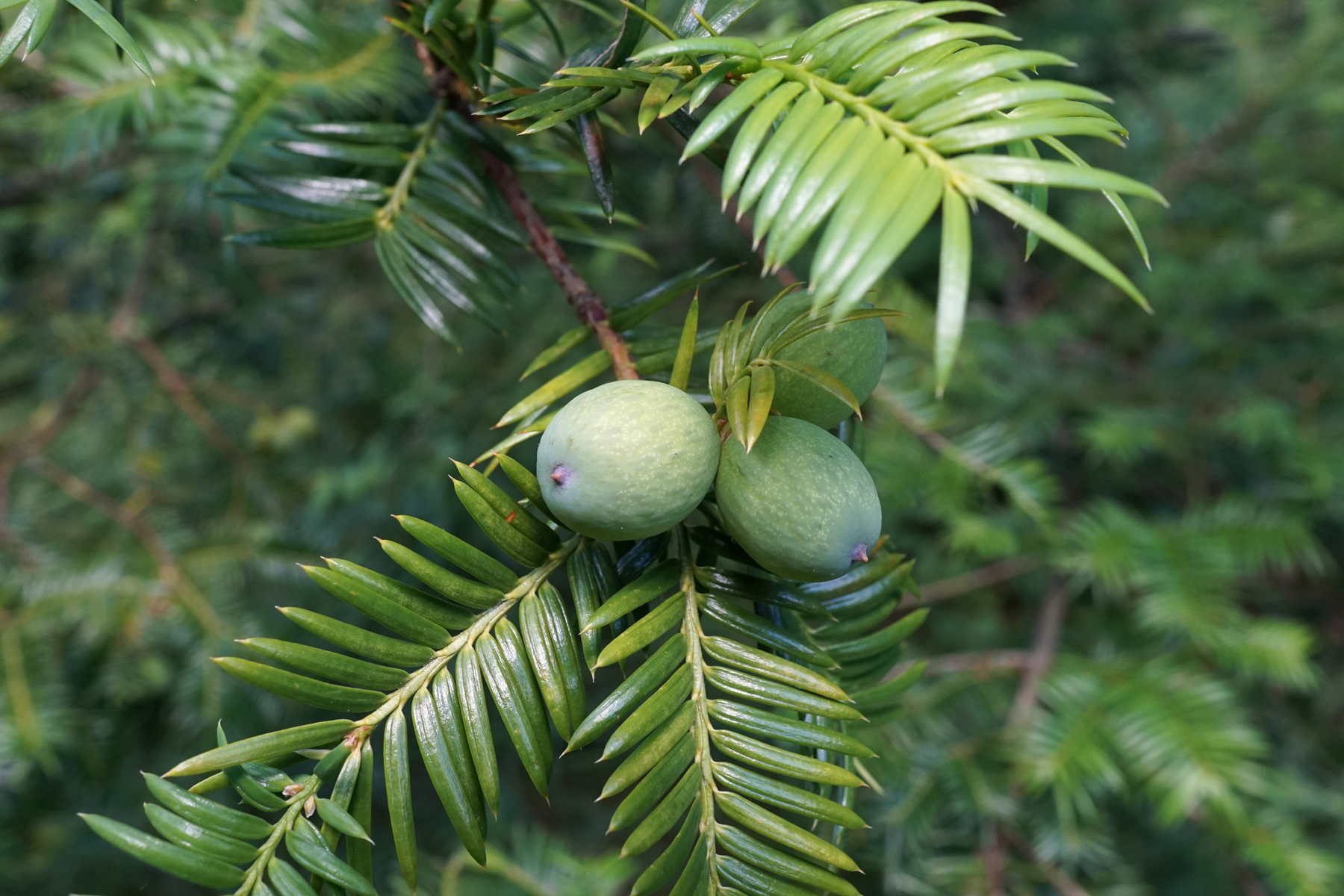
Torreya nucifera var. spaerica levelei és éretlen ternései

A japán nagymagvú tiszafa (japán muskotályfenyő, kajamag, kajafa, kaya; Torreya nucifera) a fenyőalakúak közé tartozó tiszafafélék családjában a nagymagvú tiszafa (Torreya) nemzetség egyik faja.

## Származása, elterjedése
Amint ezt neve is mutatja, Japánban honos (Honsútól Kjúsúig), emellett a Koreai-félszigeten is (Terebess). A mérsékelt égövben többfelé telepítik.

## Megjelenése, felépítése
Hazájában 20–25 m magasra nő, Európában ritkán éri el a 10 m-t (NDA). 
Koronája viszonylag karcsú. Kérge szürkésvörös, rostos bordái cikkcakkosak. Zöld hajtásai a harmadik évben vörösre színeződnek és ekkor jelennek meg végükön a tompa végű virágrügyek.
Lombja nagyon hasonlít a közönséges tiszafa (Taxus baccata) lombjához. 30 mm hosszú, 2,5 mm széles, fényes zöld, lehajló tűlevelei fésűsen nőnek. A levelek fonákán két keskeny sorban halványszürke, enyhén besüllyedő légzőnyílások (sztómák) nyílnak. 
Szilvaszerű, tojásdad termése 3–4 cm hosszú. Éretlenül zöld, beérve megbarnul és narancsos illatot áraszt (NDA). Burka (az arillusz) éretten gyantás és puha.

## Életmódja, termőhelye
Örökzöld. Az összes nagymagvú tiszafa közül ez a legkevésbé fagyérzékeny. A nyári aszályt nem szereti, ezért az aszályos területeken érdemes árnyékos-félárnyékos helyre ültetni.

## Felhasználása
Díszfának ültetik; eredeti élőhelyén ehető terméséért is. Eszik nyersen vagy főzve édességekben. Íze kellemesen édes, gyantásan aromás. Japánban étolajat is nyernek ki belőle (Terebess).